# 普雷斯頓 (英國國會選區)
普雷斯頓（英語：Preston），英國國會一自治市選區，包括英格蘭西北部蘭開夏郡的普雷斯頓市中心。
始於1295年，1950年被分為南北兩個選區前應選兩席，1983年合併。自此當選的三位議員皆屬工黨，而自2000年當區的議員是具有工黨和合作黨黨籍的馬克·亨德里克。他在2010年大選中以48.2%選票勝出該區。